# Lorenz Schneider
Lorenz Schneider (* 10. April 1990 in Krefeld) ist ein deutscher Eishockeyspieler, der seit der Saison 2017/2018 beim Neusser EV in der Regionalliga West unter Vertrag steht.

## Karriere
Schneider begann seine Karriere im Nachwuchs der Krefeld Pinguine, wo er ab der Saison 2005/06 mit der Juniorenmannschaft in der Deutschen Nachwuchsliga aktiv war. In seiner ersten Spielzeit erzielte der Defensivspieler in insgesamt 37 Partien drei Scorerpunkte und kassierte zudem 41 Strafminuten. Seine Punktausbeute konnte der Deutsche in den folgenden zwei Jahren steigern, als er jeweils 13 Mal punkten konnte.
Im Sommer 2008 verließ er seine Heimatstadt Krefeld und wechselte in die Niederländische Eredivisie zu den Nijmegen Devils. Nach der Saison 2008/09 kehrte er nach Deutschland zurück und unterschrieb einen Vertrag beim Oberligisten EHC Dortmund. Dort traf Schneider auf den Trainer Frank Gentges, unter den er bereits bei seinen beiden bisherigen Karrierestationen arbeitete.

## Karrierestatistik
| 2005/06       | Krefelder EV    | DNL           | 35  | 2 | 1  | 3  | 41  | 2 | 0 | 0 | 0 | 0 |
| 2006/07       | Krefelder EV    | DNL           | 38  | 3 | 10 | 13 | 34  | – | – | – | – | – |
| 2007/08       | Krefelder EV    | DNL           | 31  | 1 | 12 | 13 | 73  | 5 | 1 | 0 | 1 | 4 |
| 2008/09       | Nijmegen Devils | E (NL)        | 23  | 1 | 3  | 4  | 4   | 8 | 0 | 0 | 0 | 2 |
| 2009/10       | EHC Dortmund    | OL            | 37  | 0 | 2  | 2  | 4   | 9 | 0 | 1 | 1 | 2 |
| DNL gesamt    | DNL gesamt      | DNL gesamt    | 104 | 6 | 23 | 29 | 148 | 7 | 1 | 0 | 1 | 4 |
| E (NL) gesamt | E (NL) gesamt   | E (NL) gesamt | 23  | 1 | 3  | 4  | 4   | 8 | 0 | 0 | 0 | 2 |

(Legende zur Spielerstatistik: Sp oder GP = absolvierte Spiele; T oder G = erzielte Tore; V oder A = erzielte Assists; Pkt oder Pts = erzielte Scorerpunkte; SM oder PIM = erhaltene Strafminuten; +/− = Plus/Minus-Bilanz; PP = erzielte Überzahltore; SH = erzielte Unterzahltore; GW = erzielte Siegtore; 1 Play-downs/Relegation; Kursiv: Statistik nicht vollständig)